# Xaver Unsinn
Xaver Unsinn (ur. 29 listopada 1929 w Füssen, zm. 4 stycznia 2012 tamże) – niemiecki hokeista grający na pozycji napastnika, reprezentant kraju, olimpijczyk, trener.
Jeden z najbardziej utytułowanych ludzi w historii niemieckiego hokeja na lodzie. Reprezentował barwy EV Füssen (8-krotny mistrz Niemiec, zdobywca Pucharu Spenglera oraz ESV Kaufbeuren (awans do Bundesligi). Z reprezentacją RFN dwukrotnie uczestniczył w zimowych igrzyskach olimpijskich (1952, 1960) oraz 5-krotnie uczestniczył w mistrzostwach świata (wicemistrzostwo świata 1953).
Jako trener prowadził ESV Kaufbeuren (awans do Bundesligi), trzykrotnie reprezentację RFN (brązowy medal igrzysk olimpijskich 1976), Preussen Krefeld, Augsburger EV, Düsseldorfer EG (mistrz Niemiec), BSC Berlin (dwukrotny mistrz Niemiec), EV Rosenheim oraz SC Bern (mistrz Szwajcarii).
Był także nagradzany indywidualnie: członek Galerii Sławy IIHF (1998) w kategorii Twórca, członek Galerii Sławy Niemieckiego Hokeja na Lodzie oraz laureat Bawarskiej Nagrody Sportowej w kategorii Praca Sportowego Życia (2003). Odznaczony Orderem Zasługi Republiki Federalnej Niemiec (1996).
W trakcie kariery zyskał pseudonimy: Mister Eishockai, Mr. Eishockai oraz Xari, natomiast znakiem rozpoznawczym Unsinna był kapelusz w pepitkę.

## Kariera
Xaver Unsinn w młodości uprawiał różne sporty, takie jak m.in.: piłka nożna, skoki narciarskie, tenis. Ostatecznie postawił na hokej na lodzie, w którym karierę sportową rozpoczął w 1946 roku EV Füssen, w którym grał do końca sezonu 1959/1960. W tym okresie 8-krotnie zdobył mistrzostwo Niemiec (1949, 1953, 1954, 1955, 1956, 1957, 1958, 1959), dwukrotnie wicemistrzostwo Niemiec (1951, 1960), dwukrotnie zajął 3. miejsce w mistrzostwach Niemiec (1948, 1950) oraz Puchar Spenglera 1952 po wygranej 5:4 po dogrywce z Zürcher SC w finale, rozegranym 31 grudnia 1952 roku na Eisstadion Davos w Davos, a w latach 1956–1959 był kapitanem klubu. Następnie został zawodnikiem ESV Kaufbeuren, w którym był grającym trenerem, a w 1962 roku zakończył karierę sportową.

## Kariera reprezentacyjna
Xaver Unsinn w latach 1952–1960 w reprezentacji RFN rozegrał 72 mecze, w których zdobył 24 gole. Dwukrotnie uczestniczył w zimowych igrzyskach olimpijskich (1952, 1960) oraz 5-krotnie uczestniczył w mistrzostwach świata (1952, 1953 – wicemistrzostwo świata, 1954, 1959, 1960).

## Kariera trenerska
Xaver Unsinn jeszcze w trakcie kariery sportowej rozpoczął karierę trenerską. W 1960 roku został grającym trenerem ESV Kaufbeuren, którego trenował do 1966 roku oraz z którym w sezonie 1960/1961 awansował do Bundesligi. Następnymi klubami w karierze trenerskiej Unsinna były: Preussen Krefeld (1967–1968) oraz Augsburger EV (1968–1970). Następnie w latach 1970–1972 trenował Düsseldorfer EG, z którym zdobył mistrzostwo Niemiec (1972) i wicemistrzostwo Niemiec (1971). W 1972–1977 był trenerem BSC Berlin, z którym dwukrotnie zdobył mistrzostwo Niemiec (1974, 1976) oraz wicemistrzostwo Niemiec w sezonie 1974/1975.
W sezonie 1977/1978 trenował EV Rosenheim, a w latach 1978–1981 szwajcarski SC Bern, z którym zdobył mistrzostwo (1979) oraz wicemistrzostwo Szwajcarii (1980).

### Reprezentacja RFN
Xaver Unsinn w karierze trenerskiej trzykrotnie prowadził reprezentację RFN. Pierwszy raz prowadził w latach 1963–1965 wraz z Markusem Egenem oraz Engelbertem Holderiedem na dwóch międzynarodowych turniejach: mistrzostwach świata 1963 w Sztokholmie (7. miejsce) oraz na zimowych igrzyskach olimpijskich 1964 w Innsbrucku jako Wspólną Reprezentację Niemiec, która zakończyła turniej na 7. miejscu.
Po raz drugi był trenerem drużyny Noszących Orły w 1975–1977. Na turnieju olimpijskim 1976 w Innsbrucku, reprezentacja RFN pod wodzą Unsinna zdobyła pierwszy od 44 lat medal olimpijski – brązowy medal. Ponadto prowadził drużynę Noszących Orłów na trzech mistrzostwach świata (1975 – awans do Grupy A, 1976, 1977).
Po raz trzeci selekcjonerem reprezentacji RFN był w latach 1981–1990. Prowadził ją na dwóch zimowych igrzyskach olimpijskich (1984, 1988 – na obu turniejach 5. miejsce), na siedmiu mistrzostwach świata (1982, 1983, 1985, 1986, 1987, 1989, 1990), Canada Cup 1984 w Kanadzie, w którym reprezentacja RFN zajęła ostatnie, 6. miejsce oraz dwukrotnie w Turnieju Izwiestii (1982, 1984).
Po mistrzostwach świata 1990 w Szwajcarii, z powodu problemów zdrowotnych musiał odejść z funkcji selekcjonera reprezentacji RFN, na której zastąpli go dotychczasowy asystent, w przeszłości najlepszy zawodnik w drużynie Noszących Orły, Erich Kühnhackl oraz Ladislav Olejník.

## Sukcesy

### Zawodnicze
EV Füssen
- Mistrzostwo Niemiec: 1949, 1953, 1954, 1955, 1956, 1957, 1958, 1959
- Wicemistrzostwo Niemiec: 1951, 1960
- 3. miejsce w mistrzostwach Niemiec: 1948, 1950
- Puchar Spenglera: 1952

ESV Kaufbeuren
- Awans do Bundesligi: 1961

Reprezentacyjne
- Wicemistrzostwo świata: 1953

### Trenerskie
ESV Kaufbeuren
- Awans do Bundesligi: 1961

Düsseldorfer EG
- Mistrzostwo Niemiec: 1972
- Wicemistrzostwo Niemiec: 1971

BSC Berlin
- Mistrzostwo Niemiec: 1974, 1976
- Wicemistrzostwo Niemiec: 1975

Reprezentacja RFN
- Awans do Grupy A mistrzostw świata: 1975
- Brązowy medal zimowych igrzysk olimpijskich: 1976

SC Bern
- Mistrzostwo Szwajcarii: 1979
- Wicemistrzostwo Szwajcarii: 1980

### Indywidualne
- Członek Galerii Sław IIHF: 1998
- Członek Galerii Sław Niemieckiego Hokeja na Lodzie

### Odznaczenia
- Order Zasługi Republiki Federalnej Niemiec: 1996

## Śmierć
Xaver Unsinn zmarł po ciężkiej chorobie 4 stycznia 2012 roku w dzielnicy Füssen, Hopfen am See. Został pochowany na cmentarzu Waldfriedhof w Füssen.